# Logis du Poirier
Le Logis du Poirier est un édifice construit au XVIIIe siècle, situé à Saint-Hilaire-du-Maine, en France.

## Localisation
Le monument est situé dans le département français de la Mayenne, à 600 m au sud-ouest du bourg de Saint-Hilaire-du-Maine.

## Architecture
Le logis avec son jardin en terrasse et son potager est inscrit au titre des monuments historiques depuis le 19 décembre 1985.